# Norphlet
La ville de Norphlet est située dans le comté d’Union, dans l’État de l’Arkansas, aux États-Unis. Sa population s’élevait à 844 habitants lors du recensement de 2010, estimée à 805 habitants en 2017.

## Démographie
| 1930  | 1940 | 1950 | 1960 | 1970 | 1980 |
| ----- | ---- | ---- | ---- | ---- | ---- |
| 1 063 | 695  | 653  | 459  | 755  | 756  |

| 1990 | 2000 | 2010 | - | - | - |
| ---- | ---- | ---- | - | - | - |
| 706  | 822  | 844  | - | - | - |

## Source
- (en) Cet article est partiellement ou en totalité issu de l’article de Wikipédia en anglais intitulé « Norphlet, Arkansas » (voir la liste des auteurs).